# Аржанов, Владимир Александрович
Влади́мир Алекса́ндрович Аржа́нов (укр. Володимир Олександрович Аржанов; род. 29 ноября 1985, Запорожье) — украинский футболист, полузащитник.

## Карьера

### Клубная
Воспитанник СДЮШОР «Металлург». Первый тренер — Николай Раздобудько.
В составе запорожского «Металлурга» дебютировал 11 ноября 2004 года в домашнем матче с днепропетровским «Днепром». Долгое время был крепким игроком «основы» запорожского «Металлурга».
Выступал в составе киевского «Арсенала», а в 2014 году за одесский «Черноморец».
В январе 2015 года подписал контракт с казахстанским клубом «Атырау». Сыграл больше всех в команде, по 32 игры из 33 в обоих сезонах 2015 и 2016 и забил больше всех голов, соответственно 5 и 8.
С марта 2017 года выступает за кызылординский «Кайсар». Снова показал стабильную игру — в сезоне 2017 сыграл 31 матч в чемпионате Казахстана и вошёл в тройку бомбардиров команды (все по 5 голов).
В феврале 2019 года стал игроком одесского «Черноморца». Покинул команду в декабре 2019 года.

### В сборной
Выступал в составе молодёжной сборной Украины.